# Meister der Berliner Herpin-Handschrift
Als Meister der Berliner Herpin-Handschrift wird der spätmittelalterliche Zeichner benannt, der eine Handschrift der Historie von Herzog Herpin von Burges und seines Sohnes mit 175 Federzeichnungen und 72 Initialen versehen hat. Das im 15. Jahrhundert entstandene Manuskript beschreibt das legendäre Leben des Herpin, eines französischen Adeligen und Kreuzritters des 11. Jahrhunderts, und befindet sich heute in der Staatsbibliothek zu Berlin. Es ist eine der erhaltenen Abschriften des durch Elisabeth von Nassau-Saarbrücken um 1437 nach der Vorlage einer französischen Handschrift ins Deutsche übersetzte  Chanson de geste Herpin.
Der namentlich nicht bekannte Meister der Berliner Herpin-Handschrift konnte nur die Illustrierungen von den 426 Seiten der ersten Hälfte des Manuskriptes vollenden. Auf den folgenden 460 Seiten sind dann 65 Seiten noch freigelassen und einige mit Vorzeichnungen versehen, aber wohl aus Zeit- oder Geldmangel oder anderen Gründen nicht mit Illustrationen versehen und fertiggestellt. Dies gibt jedoch heute einen Einblick in die Arbeitsweise der Illustratoren im Mittelalter.

## Werk
- Staatsbibliothek zu Berlin – Preußischer Kulturbesitz, Ms. germ. fol. 464 (Digitalisat)